# Асигнації

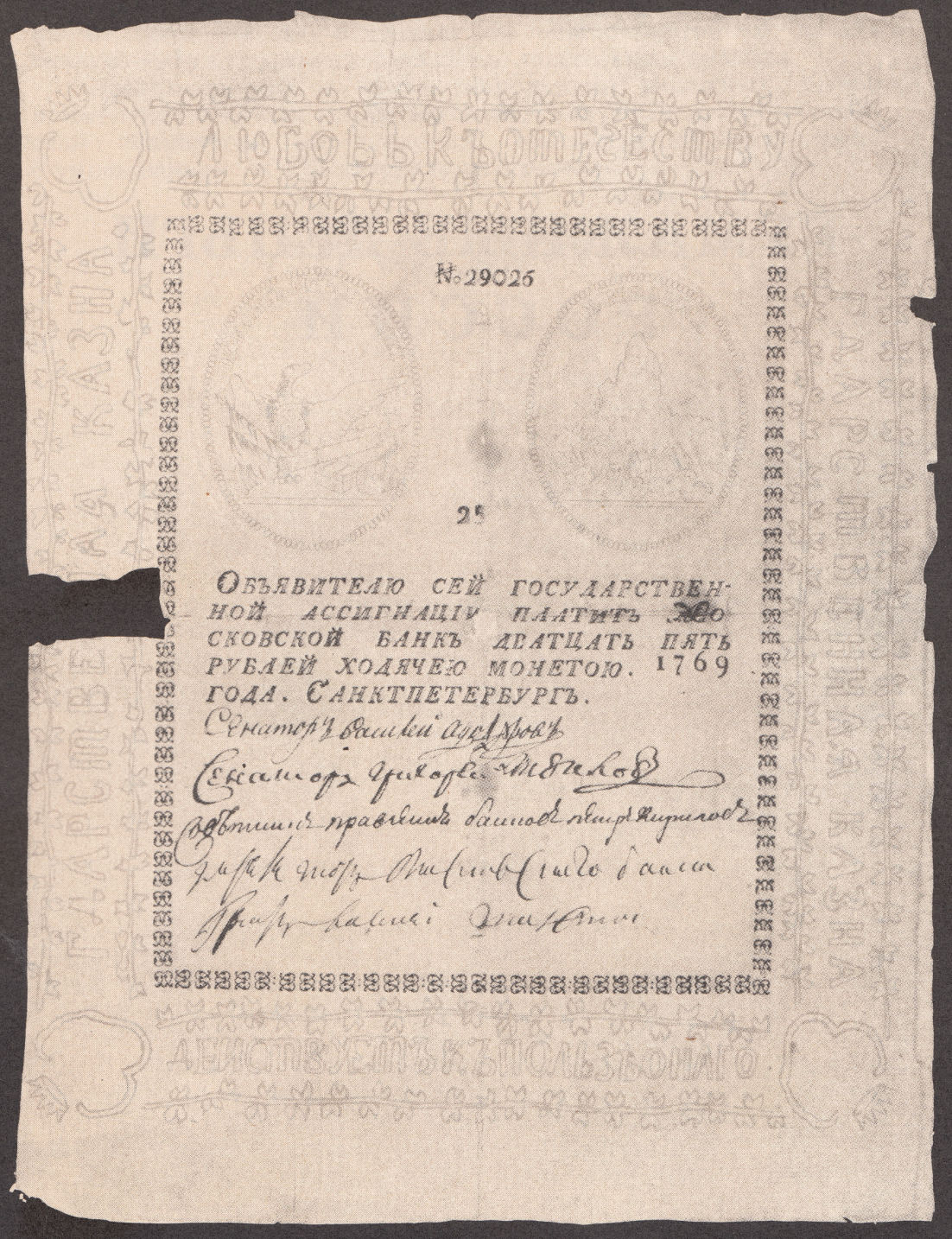
Перша асигнація номіналом 25 рублів 1769 року.

Асигна́ції (лат. assignatio — призначення) — паперові гроші Російської імперії, випущені вперше при Катерині II в 1769 році з метою зменшення кількості мідних монет і полегшення обігу грошей. Номінальна вартість — 25, 50, 75 (невдовзі вилучені з обігу) та 100 рублів. З 1786 запроваджено асигнації номіналом 5 та 10 рублів.
Спочатку асигнації вільно розмінювались на мідну і срібну монету. Випуск і розмін їх здійснювались спеціально створеними для цього двома асигнаційними банками в Петербурзі і Москві. Використання асигнацій для покриття бюджетних дефіцитів, які викликались великими воєнними витратами, призвело до інфляційного випуску асигнацій, припинення їх розміну в 1786 на срібло, а в 90-х рр. XVIII століття і на мідну монету. Всього за часів правління Катерини II випущено асигнацій на суму близько 10 мільйонів рублів, а до 1817 ця сума зросла до 836 мільйонів.
Внаслідок тривалої інфляції курс асигнації до карбованця впав в 1796 році до 68, в 1822 до 29, а згодом взагалі до 20 копійок сріблом. Протягом 1818—1823 було кілька спроб підвищити курс асигнацій, зменшити кількість їх в обігу, але до 1823 курс асигнацій зріс лише на 8%.
В результаті грошової реформи 1839—1843, шляхом девальвації, асигнації були вилучені з обігу і замінені кредитними білетами.

## Асигнації 1818—1843 років
| Банкноти зразка 1818 і 1819 років | Банкноти зразка 1818 і 1819 років | Банкноти зразка 1818 і 1819 років | Банкноти зразка 1818 і 1819 років | Банкноти зразка 1818 і 1819 років | Банкноти зразка 1818 і 1819 років | Банкноти зразка 1818 і 1819 років | Банкноти зразка 1818 і 1819 років | Банкноти зразка 1818 і 1819 років | Банкноти зразка 1818 і 1819 років | Банкноти зразка 1818 і 1819 років |
| Зображення                        | Зображення                        | Номінал (рублів)                  | Розмір (мм)                       | Основні кольори                   | Опис                              | Опис                              | Опис                              | Дата введення                     | Дата друку                        | Дата вилучення                    |
| Лицева сторона                    | Зворотня сторона                  | Номінал (рублів)                  | Розмір (мм)                       | Основні кольори                   | Лицева сторона                    | Зворотня сторона                  | Водяний знак                      | Дата введення                     | Дата друку                        | Дата вилучення                    |
| --------------------------------- | --------------------------------- | --------------------------------- | --------------------------------- | --------------------------------- | --------------------------------- | --------------------------------- | --------------------------------- | --------------------------------- | --------------------------------- | --------------------------------- |
|                                   |                                   | 5                                 | 180×132                           | Темно-синій                       |                                   |                                   |                                   |                                   |                                   |                                   |
|                                   |                                   | 10                                | 185×132                           | Червоний відтінок                 |                                   |                                   |                                   |                                   |                                   |                                   |
|                                   |                                   | 25                                | 180×130                           | Білий                             |                                   |                                   |                                   |                                   |                                   |                                   |
|                                   |                                   | 50                                | 188×135                           | Білий                             |                                   |                                   |                                   |                                   |                                   |                                   |
|                                   |                                   | 100                               | 210×175                           | Білий                             |                                   |                                   |                                   |                                   |                                   |                                   |
|                                   |                                   | 200                               | 195×117                           | Білий                             |                                   |                                   |                                   |                                   |                                   |                                   |